# Civler, Sarıveliler
Civler là một xã thuộc huyện Sarıveliler, tỉnh Karaman, Thổ Nhĩ Kỳ. Dân số thời điểm năm 2011 là 1.503 người.